# Samuel Sánchez
Samuel Sánchez González (Oviedo, 5 febbraio 1978) è un ex ciclista su strada spagnolo. Passista-scalatore, professionista dal 2000 al 2017, nel 2008 ha vinto l'oro olimpico nella prova in linea ai Giochi di Pechino. Nella sua carriera professionistica si è aggiudicato anche una tappa e la classifica scalatori al Tour de France 2011, e la vittoria in cinque frazioni alla Vuelta a España, competizione in cui si è classificato terzo nel 2007 e secondo nel 2009.

## Carriera

### I primi anni
Originario delle Asturie, passò professionista nel 2000 con la Euskaltel-Euskadi, squadra nella quale era uno dei pochissimi atleti non baschi. Inizialmente si fece notare per interessanti iniziative sia nella Milano-Sanremo 2002, quando nel finale con uno scatto sul Poggio rimase in testa per un buon tratto della salita, sia nella Liegi-Bastogne-Liegi 2003, nella quale seguì Lance Armstrong in una dispendiosa fuga a una ventina di chilometri dal traguardo, riuscendo comunque a conquistarsi un piazzamento nei primi dieci.
Nel 2004 ottenne il primo successo da professionista, aggiudicandosi le due prove e la classifica finale della storica Escalada a Montjuïc. Nel triennio 2005-2007 vinse cinque tappe alla Vuelta a España (concluse terzo nel 2007) e il Campionato di Zurigo 2006, e ottenne numerosi piazzamenti di spicco, sia nelle brevi corse a tappe che nelle classiche in linea: tra queste anche il quarto posto al campionato mondiale 2006 di Salisburgo, in cui si mise in luce con uno scatto a 700-800 metri dal traguardo che favorì la vittoria di Paolo Bettini.

### 2008-2011: il titolo olimpico e la maglia a pois

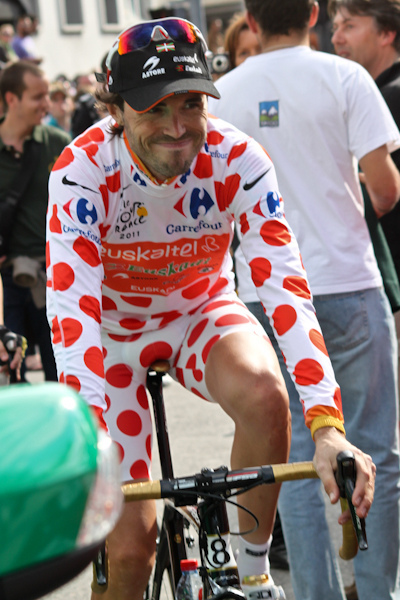
Sánchez in maglia a pois al Tour de France 2011

Nel 2008 finalizzò la preparazione per il Tour de France trascurando quindi le classiche di primavera. Al Tour andò male sui Pirenei ma si riscattò sulle Alpi giungendo secondo nella tappa dell'Alpe d'Huez dietro a Carlos Sastre, e ottenendo infine il sesto posto in classifica generale. Il 9 agosto dello stesso anno ottenne la vittoria più prestigiosa della sua carriera aggiungendo al suo palmarès la medaglia d'oro olimpica, conquistata nella gara in linea dei Giochi di Pechino: nell'occasione precedette in una volata ristretta l'italiano Davide Rebellin (in seguito squalificato per doping), l'elvetico Fabian Cancellara e il russo Aleksandr Kolobnev.
Nel 2009 si concentrò sulle gare della seconda parte di stagione: corse un'ottima Vuelta a España, chiusa al secondo posto in classifica generale staccato di soli 55 secondi dal connazionale Alejandro Valverde, mentre ai campionati del mondo di Mendrisio si rese protagonista classificandosi al quarto posto; infine al Giro di Lombardia concluse secondo, battuto in uno sprint a due da Philippe Gilbert. L'anno dopo disputò un Tour de France da protagonista, chiudendo al quarto posto. Perse il terzo gradino del podio, che aveva difeso nonostante una caduta, soltanto nella penultima tappa a cronometro, a vantaggio dello specialista Denis Men'šov: quel giorno accusò un distacco di ben due minuti dal russo. In seguito, a causa delle squalifiche del vincitore Contador e di Men'šov, il suo quarto posto si tramuterà in un secondo posto.
Nel 2011 partecipò ancora al Tour de France come capitano della Euskaltel: già nelle prime due tappe, però, perse quasi tre minuti dai principali rivali per la classifica. In seguito si aggiudicò comunque la dodicesima frazione della Grande Boucle, quella con arrivo a Luz-Ardiden, scattando all'inizio dell'ultima salita e battendo di pochi secondi Jelle Vanendert e Fränk Schleck. Al termine della corsa si aggiudicò la maglia a pois della classifica scalatori ottenendo inoltre il quinto posto finale.

### 2012-2017: gli ultimi anni
Nella primavera del 2012, sempre in maglia Euskaltel, vince una tappa alla Volta Ciclista a Catalunya e si piazza secondo nella classifica finale della corsa; successivamente si aggiudica due frazioni e la graduatoria finale della Vuelta al País Vasco. È poi settimo sia all'Amstel Gold Race che alla Liegi-Bastogne-Liegi. In luglio partecipa al Tour de France, ma una caduta durante l'ottava tappa lo costringe al ritiro. Conclude la stagione con il secondo posto al Giro di Lombardia, battuto dal connazionale Joaquim Rodríguez.
Rimasto senza squadra dopo la chiusura della Euskaltel al termine della stagione 2013, solo ad inizio febbraio dell'anno successivo trova ingaggio nella statunitense BMC Racing Team. Pochi giorni prima della partenza della Vuelta a España 2017 viene rivelata la sua positività a un test antidoping nel quale vengono trovate tracce di ormone della crescita. La positività viene confermata dalle controanalisi.

## Palmarès
- 2004 (Euskaltel-Euskadi, tre vittorie)

1ª prova Escalada a Montjuïc
2ª prova Escalada a Montjuïc
Classifica generale Escalada a Montjuïc
- 2005 (Euskaltel-Euskadi, tre vittorie)

13ª tappa Vuelta a España (Burgos > Santuario de la Bien Aparecida)
2ª prova Escalada a Montjuïc
Classifica generale Escalada a Montjuïc
- 2006 (Euskaltel-Euskadi, cinque vittorie)

2ª tappa Vuelta al País Vasco (Irun > Segura)
3ª tappa Vuelta al País Vasco (Segura > Lerín)
3ª tappa Vuelta a Asturias (Cangas del Narcea > Gijón)
13ª tappa Vuelta a España (Guadalajara > Cuenca)
Meisterschaft von Zürich
- 2007 (Euskaltel-Euskadi, cinque vittorie)

7ª tappa Volta Ciclista a Catalunya (Lloret de Mar > Barcellona/Tibidabo)
6ª tappa Vuelta al País Vasco (Oiartzun, cronometro)
15ª tappa Vuelta a España (Villacarrillo > Granada)
19ª tappa Vuelta a España (Avila > Alto de Abantos)
20ª tappa Vuelta a España (Villalba, cronometro)
- 2008 (Euskaltel-Euskadi, due vittorie)

2ª tappa, 2ª semitappa Vuelta a Asturias (Nueva > Llanes)
Giochi olimpici, Prova in linea
- 2009 (Euskaltel-Euskadi, una vittoria)

Gran Premio de Llodio
- 2010 (Euskaltel-Euskadi, cinque vittorie)

4ª tappa Vuelta al País Vasco (Murguia Zuia > Eibar)
Klasika Primavera
2ª tappa Vuelta a Burgos (Burgos > Miranda de Ebro)
5ª tappa Vuelta a Burgos (Vilviestre del Pinar > Lagunas de Neila)
Classifica generale Vuelta a Burgos
- 2011 (Euskaltel-Euskadi, quattro vittorie)

Gran Premio Miguel Indurain
4ª tappa Vuelta al País Vasco (Amurrio > Eibar)
12ª tappa Tour de France (Cugnaux > Luz)
1ª tappa Vuelta a Burgos (Villarcayo > Miranda de Ebro/San Juan del Monte)
- 2012 (Euskaltel-Euskadi, quattro vittorie)

6ª tappa Volta Ciclista a Catalunya (Sant Fruitós de Bages > Badalona)
3ª tappa Vuelta al País Vasco (Vitoria-Gasteiz > Eibar)
6ª tappa Vuelta al País Vasco (Oñati, cronometro)
Classifica generale Vuelta al País Vasco
- 2013 (Euskaltel-Euskadi, una vittoria)

7ª tappa Critérium du Dauphiné (Le Pont-de-Claix > SuperDévoluy)
- 2016 (BMC Racing Team, una vittoria)

4ª tappa Vuelta al País Vasco (Lesaka > Orio)

### Altri successi
- 2004 (Euskaltel-Euskadi)

Classifica della combattività Ruta del Sol
Classifica regolarità Escalada a Montjuïc
- 2005 (Euskaltel-Euskadi)

Classifica a punti Vuelta a Asturias
- 2006 (Euskaltel-Euskadi)

Classifica a punti Parigi-Nizza
Critérium de la "ACPER"
Critérium de Las Rozas
- 2008 (Euskaltel-Euskadi)

Critérium de Valencia
- 2009 (Euskaltel-Euskadi)

Critérium de Oviedo
Classifica a punti Vuelta al País Vasco
- 2010 (Euskaltel-Euskadi)

Classifica a punti Vuelta al País Vasco
Gouden Pijl Emmen
Profronde van Almelo
Classifica a punti Vuelta a Burgos
- 2011 (Euskaltel-Euskadi)

Classifica scalatori Tour de France
Natourcriterium Roeselare
Draai van de Kaai
- 2012 (Euskaltel-Euskadi)

Classifica a punti Vuelta al País Vasco
- 2015 (BMC Racing Team)

3ª tappa Critérium du Dauphiné (Roanne > Montagny, cronosquadre)
9ª tappa Tour de France (Vannes > Plumelec, cronosquadre)
1ª tappa Vuelta a Espana (Puerto Banús > Marbella, cronosquadre)
- 2017 (BMC Racing Team)

2ª tappa Volta Ciclista a Catalunya (Banyoles > Banyoles, cronosquadre)

## Piazzamenti

### Grandi Giri
- Giro d'Italia

2005: 17º
2013: 12º
2014: 24º
- Tour de France

2002: fuori tempo massimo (12ª tappa)
2003: fuori tempo massimo (8ª tappa)
2008: 6º
2010: 2º
2011: 5º
2012: ritirato (8ª tappa)
2015: 12º
- Vuelta a España

2004: 15º
2005: 11º
2006: 6º
2007: 3º
2009: 2º
2013: 8º
2014: 6º
2015: ritirato (14ª tappa)
2016: non partito (20ª tappa)

### Classiche monumento
- Milano-Sanremo

2002: 20º
2004: 20º
2006: 11º
- Liegi-Bastogne-Liegi

2002: ritirato
2003: 6º
2004: 4º
2005: 83º
2006: 15º
2007: 13º
2009: 10º
2011: 10º
2012: 7º
2013: 37º
2014: 31º
2015: 29º
2016: 4º
2017: 52º
- Giro di Lombardia

2006: 2º
2007: 3º
2008: 27º
2009: 2º
2010: 6º
2011: 30º
2012: 2º
2014: 5º
2016: 50º

### Competizioni mondiali
- Campionati del mondo

Salisburgo 2006 - In linea Elite: 4º
Stoccarda 2007 - In linea Elite: 7º
Varese 2008 - In linea Elite: 22º
Mendrisio 2009 - In linea Elite: 4º
Melbourne 2010 - In linea Elite: ritirato
Limburgo 2012 - In linea Elite: 41º
Toscana 2013 - In linea Elite: ritirato
- Ranking mondiale

UCI ProTour 2006: 2º
UCI ProTour 2007: 9º
UCI ProTour 2008: 84º
Calendario mondiale UCI 2009: 3º
Calendario mondiale UCI 2010: 8º
UCI World Tour 2011: 7º
UCI World Tour 2012: 9º
UCI World Tour 2013: 46º
UCI World Tour 2014: 43º
- Giochi olimpici

Pechino 2008 - In linea: vincitore
Pechino 2008 - Cronometro: 6º

## Riconoscimenti
- Premio Ciudad de Oviedo nella categoria giovani nel 1997 e 1997
- Premio Ciudad de Oviedo nella categoria élite nel 2000, 2003, 2004 e 2007
- Miglior ciclista asturiano per l'Asociación de Periodistas Deportivos de Asturias nel 2006
- Premio Infanta de Espana Dona Elena nel 2008
- Premio Delfos dell'Asociación de Amigos del Deporte nel 2008
- Miglior ciclista basco per El Correo nel 2008
- Miglior ciclista basco per Principado de Asturias nel 2008
- Insignia de Asturias nel 2011
- VIII Trofeo Pedro González
- Nomina a Figlio prediletto di Oviedo dal Comune di Oviedo
- Intitolazione di una via dal Comune di Oviedo